# Říkovští z Dobrčic
Říkovští z Dobrčic (též Ržikowští z Dobrčic, Ržykovsky či Ržikowsky von Dobržiz) byl jeden z moravských šlechtických rodů. Své jméno získali Říkovští z Dobrčic po dvou obcích na Přerovsku, Říkovicích a Dobrčicích. Tento původně vladycký rod, který od 14. do 19. století vlastnil několik vesnic a dalších majetků především na střední Moravě, byl roku 1675 povýšen do panského stavu. Říkovští z Dobrčic, jejichž rod se postupně rozdělil na několik větví, vymřeli roku 1867 po meči a roku 1900 po přeslici.

## Jméno a erb
Vladycký rod byl nazýván Říkovskými z Dobrčic po roce 1476, kdy vladyka Ctibor z Dobrčic přesídlil na tvrz v Říkovicích. Rod byl označován též jako Ržikowští z Dobrčic, Ržykovsky či Ržikowsky von Dobržiz. Anna (1839–1900), dcera Leopolda Říkovského, posledního mužského člena rodu, se vdala za Friedricha Becka, který byl roku 1906 povýšen do hraběcího stavu a o sedm let později získal povolení ke spojení jmen Beck a Rzikowsky na hrabě Beck-Rzikowsky.
Říkovští z Dobrčic měli původně ve znaku tři zkřížené palcáty v modrém poli. Později tyto tři palcáty svírala stříbrná obrněná paže ohnutá v lokti. Erb rodu převzal v roce 1851 Josef z Appelu, který byl zároveň povýšen do stavu svobodných pánů.
Při tvorbě svých obecních znaků se rodovým erbem inspirovaly obce, jejichž historie je s Říkovskými z Dobrčic spojována. V roce 1997 přijala obec Pestavlky do svého znaku stříbrnou obrněnou, v lokti ohnutou paži svírající zlatý řemdich. V roce 2002 se pak tři řemdihy objevily na znaku obce Říkovice, ovšem, aby svůj znak obec odlišila od erbu Říkovských, byla vypuštěna obrněná paže. Od roku 2005 je pak obrněný rytíř jedoucí na koni svírající palcát ve znaku obce Dobrčice.

## Historie rodu

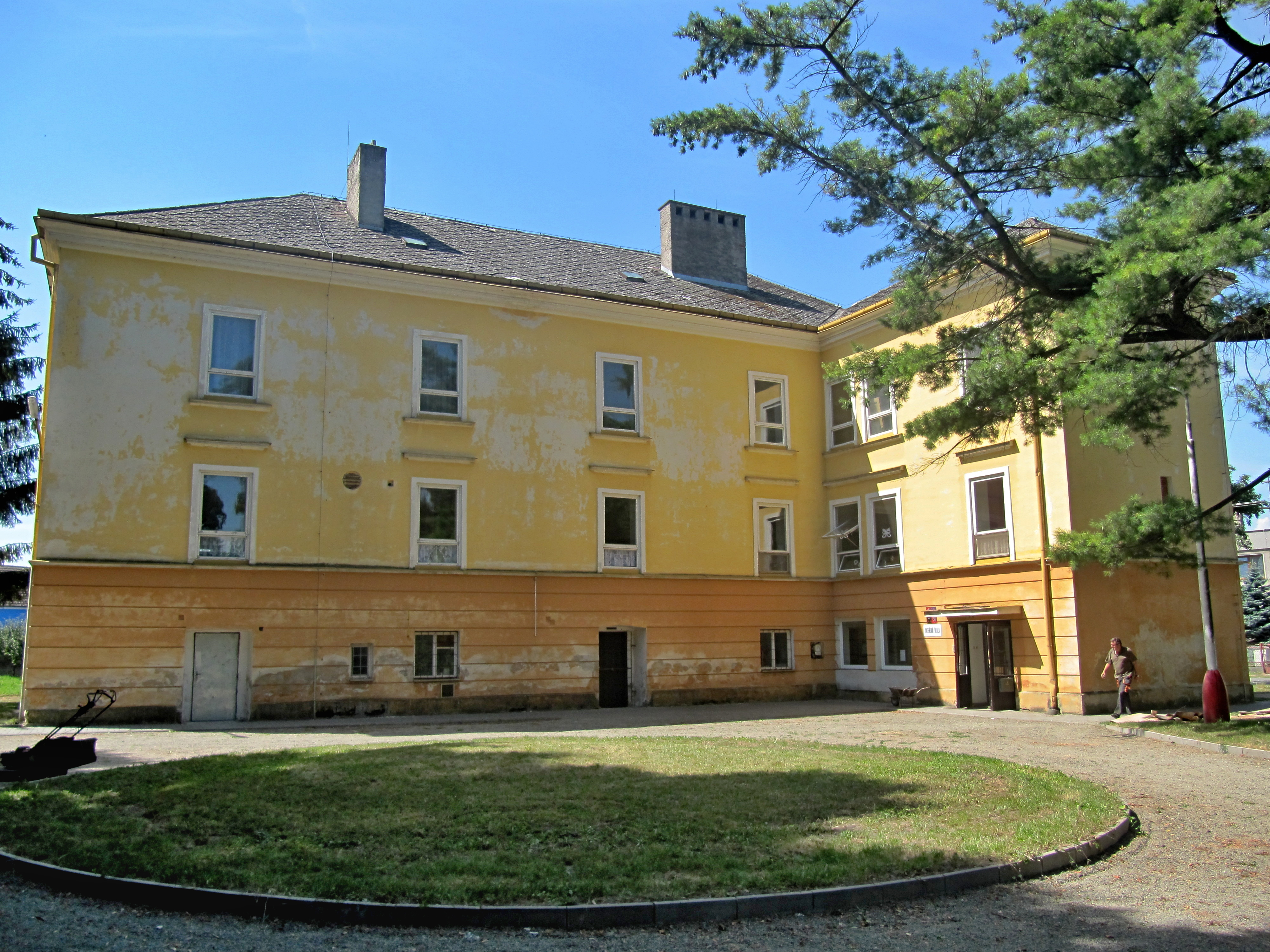
Budova mateřské školky v Říkovicích, bývalý zámek, zbudovaný na místě středověké tvrze, původního sídla Říkovských z Dobrčic

Za zakladatele rodu je pokládán vladyka Budek z Dobrčic, který je uváděn na listině z roku 1356 jako vlastník vesnice Dobrčice. V roce 1448 pak jeho potomci přikoupili sousední ves Přestavlky. Jako Říkovští z Dobrčic se vladykové začali nazývat poté, co Ctibor z Dobrčic získal v roce 1476 vesnice Říkovice a Újezdec a přesídlil na tvrz do Říkovic.
Rodový majetek se nadále rozrůstal, když Říkovští v roce 1497 získali vesnici Sazovice, o dva roky později dnes již zaniklou ves Tršaly a na počátku 16. století vesnice Honětice, Zborovice a dnes již pustý Chlum. Do problémů se vladycký rod dostal v první polovině 16. století, kdy se prohloubily jeho finanční potíže. Proto se Říkovští museli postupně vzdát Honětic, Chlumu a v roce 1545 odprodal Vítek Říkovský z Dobrčic také Sazovice. Zadlužený Vítek Říkovský se dostal do sporu s Václavem z Ludanic, který žaloval vladyku, jež měl údajně na svých statcích trpět nekatolíky, přestože byl leníkem olomouckého arcibiskupa.
Po smrti Vítka Říkovského z Dobrčic přešlo celé dědičné zboží do rukou Vítkova syna Burjana Říkovského. Avšak Burjan zemřel hned po čtyřech letech a zanechal pouze nezletilého syna Ctibora. Nedospělému chlapci přidělil zemský soud poručníky Viléma Dubčanského ze Zdětína a na Habrovanech a Václava Chorynského z Ledské. Ctibor se později oženil se Salomenou Zoubkovou ze Zdětína, se kterou měl syna Ctibora. V družině olomouckého biskupa Marka Khuena se Ctibor Říkovský z Dobrčic účastnil korunovace krále Maxmiliána II. v Praze. Salomena se po smrti svého muže v roce 1571 stala poručnicí jejich syna. Sirotek Ctibor se ujal majetku po svých rodičích v roce 1588, zemřel v roce 1610 a jeho nástupcem se stal jeho syn Jan Felix, který o čtyři roky později dosáhl plnoletosti.
Jan Felix Říkovský z Dobrčic se připojil k povstání českých stavů proti císaři Ferdinandovi II. Avšak po porážce stavů v bitvě na Bílé hoře byl nekatolík Jan Felix císařem odsouzen k finanční pokutě 8 500 zlatých a ztrátě třetiny majetku. V držení mu tak zůstaly vsi Přestavlky, Dobrčice, Věžky, Říkovice a Újezdec. Větší pohroma však Říkovské z Dobrčic postihla za panování Felixova syna Jana Ctibora, kdy byly jejich statky poničeny během bojů třicetileté války. Velké ztráty utrpělo jejich panství v roce 1643, kdy kraj nacházející se jižně od Přerova poplenila švédská vojska generála Lennarta Torstensona.
Jan Ctibor, který v roce 1639 přikoupil Domaželice, zemřel v roce 1653. Panství bylo po jeho smrti rozděleno mezi jeho děti. Linie jeho potomků, jež sídlila v Říkovicích vymřela po meči v roce 1786, kdy umřel Jan Josef II. Říkovský, který zanechal dcery Antonii a Kláru. Statky této části rodu poté propadly královské koruně.
Poslední z rodových linií vydržela do 19. století. Vnuk Jana Ctibora (†1653) a syn Jana Rudolfa, Jan Nepomuk Říkovský z Dobrčic (1726–1797) byl roku 1797 povýšen mezi svobodné pány. Jeho stejnojmenný syn Jan Nepomuk (1776–1828) se stal krajským hejtmanem v Haliči. Syn Jana Nepomuka, Leopold Říkovský z Dobrčic (1810–1867), byl posledním mužským příslušníkem svého rodu. Leopoldova dcera Anna (1839–1900) se provdala za Friedricha Becka (1830–1920), který byl roku 1861 povýšen do rytířského stavu, o sedmnáct let později do stavu svobodných pánů a v roce 1906 do hraběcího stavu. Friedrich Beck pak v roce 1913 získal povolení ke spojení svého a manželčina rodového jména na hrabě Beck-Rzikowsky.

## Významné osobnosti rodu
- Ctibor Říkovský z Dobrčic – přikoupil vsi Říkovice a Újezdec a v roce přesídlil na tvrz v Říkovicích. Rod se po něm začal psát jako Říkovští z Dobrčic.
- Jan Felix Říkovský z Dobrčic (†1636) – účastník stavovského povstání proti císaři Ferdinandovi II., po porážce stavů v bitvě na Bílé hoře císařem odsouzen k vysoké finanční pokutě[15]
- Jan Rudolf Maxmilián (†1692) – arcibiskupský písař v Kroměříži a Olomouci
- Jan Kryštof (†1727) – hejtman jihlavského kraje a od roku 1723 moravský zemský podkomoří, držel na přelomu 17. a 18. století Bítovany, Domšice, Zborovice, Želetice a další statky. V Želeticích na místě tvrze vystavěl barokní zámek.[1]
- Jan Vilém – důstojník, 1729 povýšen do stavu svobodných pánů
- Jan Václav – zemský purkrabí a přísedící olomouckého soudu v první třetině 18. století
- Jan Nepomuk (1726–1797) – povýšen 1796 mezi svobodné pány
- Jan Nepomuk (1776–1828) – krajský hejtman v Haliči
- Jan Antonín – od 30. do 60. letech 18. století přísedící biskupského soudu v Olomouci
- Jan Rudolf (1733–1799) – kanovník v Kroměříži ve druhé polovině 18. století[2]

Kromě výše zmíněných se mezi příslušníky rodu počítají také Jan Maxmilián, který byl v polovině 18. století úředníkem rakovnického kraje a František Antonín, který byl od dvacátých do šedesátých let 18. století přísedícím zemských desek na Moravě. V Kroměříži je v souvislosti s hejtmanským domem připomínán jako biskupský hejtman také Maxmilián Říkovský z Dobrčic, pozdější místopísař Markrabství moravského.

## Panství a majetky

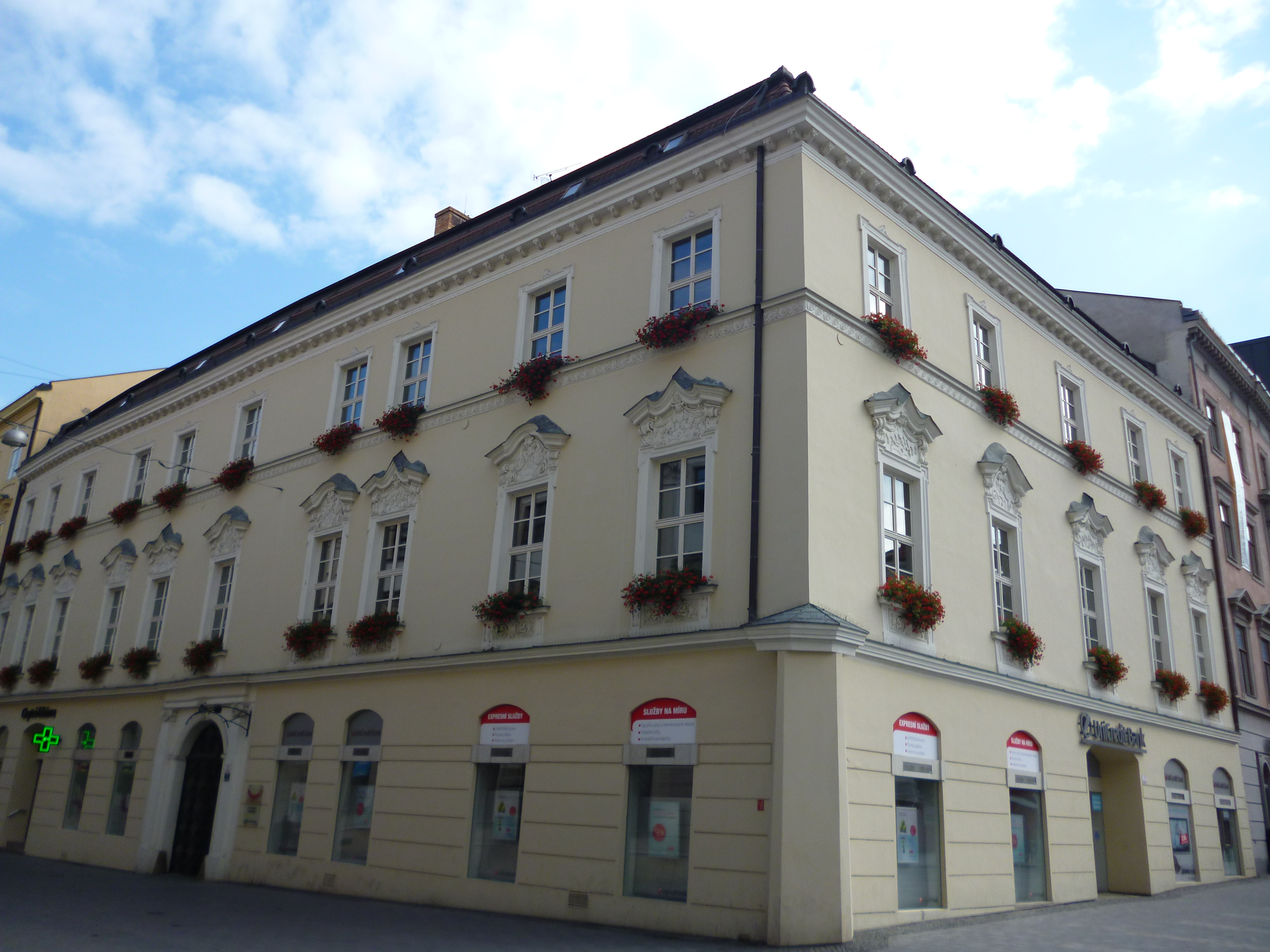
Palác Říkovských z Dobrčic nacházející se v Brně na rohu náměstí Svobody a ulice Kobližná

V minulosti patřila Říkovským z Dobrčic mimo jiné i tato panství:
- Bítovany (přelom 17. a 18. století)[2]
- Cetechovice[2]
- Čechy (1639 – před 1671)[16]
- Dobrčice (1356–1679)[17]
- Domaželice (1639 – před 1671)[16]
- Domšice (přelom 17. a 18. století)[2]
- Dukovany (2. pol. 17. století – 1772)[2]
- Honětice (1523–1540)[18]
- Chlum (1. polovina 16. století)[19]
- Kyselovice (1709–1723)[2]
- Martinice (1667)[20]
- Přestavlky (1448–1679)[21][22]
- Říkovice (1476–1787)[6]
- Sazovice (1497–1545)[23][6]
- Tršaly (1499 – 2. polovina 16. století)[6]
- Tučín (1639 – před 1671)[16]
- Újezdec (před 1476–1679)[6]
- Vícemilice[2]
- Kojátky (1722–1748)[24]
- Šardičky (1714–1748)
- Věžky (1493–1679)[17]
- Zborovice (přelom 17. a 18. století)[2]
- Želetice (přelom 17. a 18. století)[2]
- Palác Říkovských z Dobrčic v Brně